# Dent Bank
Dent Bank – wieś w Anglii, w hrabstwie Durham. Leży 38 km na południowy zachód od miasta Durham i 371 km na północ od Londynu.